# 석조여래좌상 (부산 문화재자료 제52호)
석조여래좌상(石造如來坐像)은 부산광역시 금정구, 금정중학교에 있는 조선시대의 불상이다. 2010년 5월 24일 부산광역시 문화재자료 제52호로 지정되었다.

## 개요
금정중학교 법당에 봉안되어 있는 석조여래좌상은 전체 크기가 48cm인 소형 석불이다. 머리 부분과 불상 바닥을 제외한 전면에 개금이 되어 있으며, 파손된 곳이 거의 없는 등 보존상태는 양호한 편이다.
전체적인 형태는 신체보다 다소 큰 머리 부분을 지닌 형태에 목이 짧고 등을 곧추 세운 후 고개를 앞으로 약간 숙인 모습이다. 수평적으로 반쯤 뜬 눈, 콧날이 곧고 바른 코, 양 꼬리를 살짝 올려 미소를 머금은 입, 이마에서 어깨에 닿을 정도로 큼직하게 처리한 귀 등이 새겨져 있는 등 조선후기 불상에서 보여주던 근엄함이 다소 풀어진 원만한 상호를 보여주고 있다. 법의(法衣)는 조선 후기 불상양식을 많이 따르고 있다.
불상 저부(底部)에는 복장공(腹藏孔)이 마련되어 있으나 봉해져 있어 그 형태나 복장물 등에 대해서는 자세히 확인할 수가 없다. 다만 불상 저부의 바닥 면에는 붉은색 글씨로 쓴 다라니와 함께 뒤집힌 채 붙여져 있는 원문(願文)이 있는데, 광서(光緖) 18년(1892) 임진(壬辰) 9월에 금어 혜규(金魚 海珪)가 이 불상을 조성하였음을 밝히고 있다.
본 석조여래좌상은 소형이지만 불석으로 조성된 조선 후기 불상 양식을 따르고 있을뿐 만 아니라 불상 조성의 절대연대를 가지고 있고, 제작자, 봉안처 등을 알 수 있어 19세기말 부산 지역 석조불상 양식과 제작에 관한 사항을 살펴볼 수 있는 좋은 자료이다.

## 같이 보기
- 금정중학교

## 참고 자료
- 석조여래좌상 - 국가유산청 국가유산포털
- 이 문서에는 문화재청에서 공공누리 제1유형으로 배포된 자료를 바탕으로 한 내용이 포함되어 있습니다.